# Облазниця
Обла́зниця — село в Україні, у Гніздичівській селищній територіальній громаді Стрийського району Львівської області. Населення становить 288 осіб (станом на 2001 рік). Село розташоване на південному сході району, за 11 кілометрів від Жидачева. День села відзначається 3 жовтня. На території населеного пункту протікає річка Любешка — права притока Дністра.
Перша згадка про село датується 6 січня 1411 роком в грамоті князя Федора Любартовича. У селі є греко-католицька дерев'яна церква Святого Євстахія XVII століття (перебудована у 1930 році), яку свого часу відвідували гетьман Іван Виговський зі своєю дружиною Оленою з роду Стеткевичів та митрополит Андрей Шептицький. Жителі села були учасниками національно-визвольних змагань 1918—1920 років, воювали на фронтах Другої світової війни, брали участь у збройній боротьбі проти радянських та німецьких окупантів.

## Назва
Згідно із загальнопоширеною в селі легендою, його назва походить від слова «облазити» — населений пункт заснували втікачі, які, переховуючись від татарських набігів, шукали місце для сховку. За іншою теорією село заснували «облазники» — люди, які не хотіли працювати на багатих землевласників і втікали у пошуках інших місць проживання.
Існують й інші теорії походження назви: перша частина «обла», «облас» означає «кругла», «крутосхил, глибока яма, колодязь» (у сербохорватській мові), «область, зона, край, володіння» (у чеській мові), а друга частина «ниць, ніч» в українській, болгарській та словенській мовах означає «зворотна сторона». В перекладі з боснійської «oblaznica» означає «місце відпочинку, привал».
За М. Л. Худашем, назва походить від назви потоку чи пагорба («обла, убла» — кругла). Як стверджує український мовознавець Костянтин Тищенко, назва села Облазниця ймовірно походить від тюркського Abla, що означає «старша сестра».
Ф. Пискунов у своєму рос. дореф. «Словаре живаго народнаго, письменнаго и актоваго языка русскихъ южанъ Россійской и Австро-Венгерской имперіи», посилаючись на О. Ю. Федьковича, стверджує, що в основі назви Облазниця лежить давньоруське «Обьлазь», яке він трактує як «глуха стежка». Цю думку вважає помилковою А. Корепанова, яка, як і Т. Марусенко і П. Тутковський, наводить й інші значення цього слова: «урвище», «стрімчак», «крутизна», «круча», «скеля», «крута гора», «дорога через гору», «виступ гори на дорозі», «невисокий, зарослий хребет гори».

## Географія
Село Облазниця лежить над річкою Любешка, за 11 км на південь від Жидачева, 11 км на захід від селища Журавне і за 13 км від залізничної станції Гніздичів. Село розташоване у південно-східній частині району, з'єднане із Жидачевом автошляхом Т 1409 та дорогою місцевого значення. Фізична відстань до Жидачева — 11 км, до Києва — 458 км. Село має регулярне транспортне сполучення із містом Стрий та селищем Журавно, проте не має останнього із Жидачевом та обласним центром.
Сусідні населені пункти:
У геологічному відношенні село розташоване у межах Передкарпатського передового прогину, найбільше поширення мають третинні відклади: піски, глини, гіпси, трапляються вапнякові мергелі; у долині річки Любешки поширені алювіальні відклади. Рельєф території рівнинний, місцевість частково заболочена, висотні позначки території коливаються у межах 270—280 м над рівнем моря. Село розташоване на берегах річки Любешка, яка перетинає його з південного заходу на північний схід. Облазниця лежить у межах зони поширення помірно континентального клімату.
| Клімат Облазниці        | Клімат Облазниці | Клімат Облазниці | Клімат Облазниці | Клімат Облазниці | Клімат Облазниці | Клімат Облазниці | Клімат Облазниці | Клімат Облазниці | Клімат Облазниці | Клімат Облазниці | Клімат Облазниці | Клімат Облазниці | Клімат Облазниці |
| Показник                | Січ.             | Лют.             | Бер.             | Квіт.            | Трав.            | Черв.            | Лип.             | Серп.            | Вер.             | Жовт.            | Лист.            | Груд.            | Рік              |
| Середній максимум, °C   | −0,8             | 0,7              | 5,8              | 13,2             | 19,1             | 22,1             | 23,6             | 23,1             | 18,8             | 13,2             | 6,0              | 1,1              | 12,2             |
| Середня температура, °C | −3,6             | −2               | 2,3              | 8,5              | 13,8             | 16,8             | 18,2             | 17,7             | 13,8             | 8,6              | 3,0              | −1,3             | 8,0              |
| Середній мінімум, °C    | −6,4             | −4,6             | −1,2             | 3,9              | 8,6              | 11,6             | 12,9             | 12,3             | 8,8              | 4,1              | 0,1              | −3,7             | 3,9              |
| Норма опадів, мм        | 36               | 35               | 39               | 51               | 79               | 95               | 95               | 75               | 56               | 44               | 42               | 48               | 695              |
| ----------------------- | ---------------- | ---------------- | ---------------- | ---------------- | ---------------- | ---------------- | ---------------- | ---------------- | ---------------- | ---------------- | ---------------- | ---------------- | ---------------- |
| Джерело:                |                  |                  |                  |                  |                  |                  |                  |                  |                  |                  |                  |                  |                  |

На території населеного пункту поширені лучні перезволожені ґрунти, рослинність представлена заплавними луками поблизу річки та широколисто-сосновими лісами, де ростуть сосна, дуб, граб і бук. Серед тварин трапляються польова миша, кріт, їжак, водяна і ставкова нічниці, вуж звичайний, трав'яна, озерна і ставкова жаби, зустрічається також заєць-русак, ласиця, темний тхір і лисиця. У водах річки Любешки водяться щука, верховодка і пічкур.

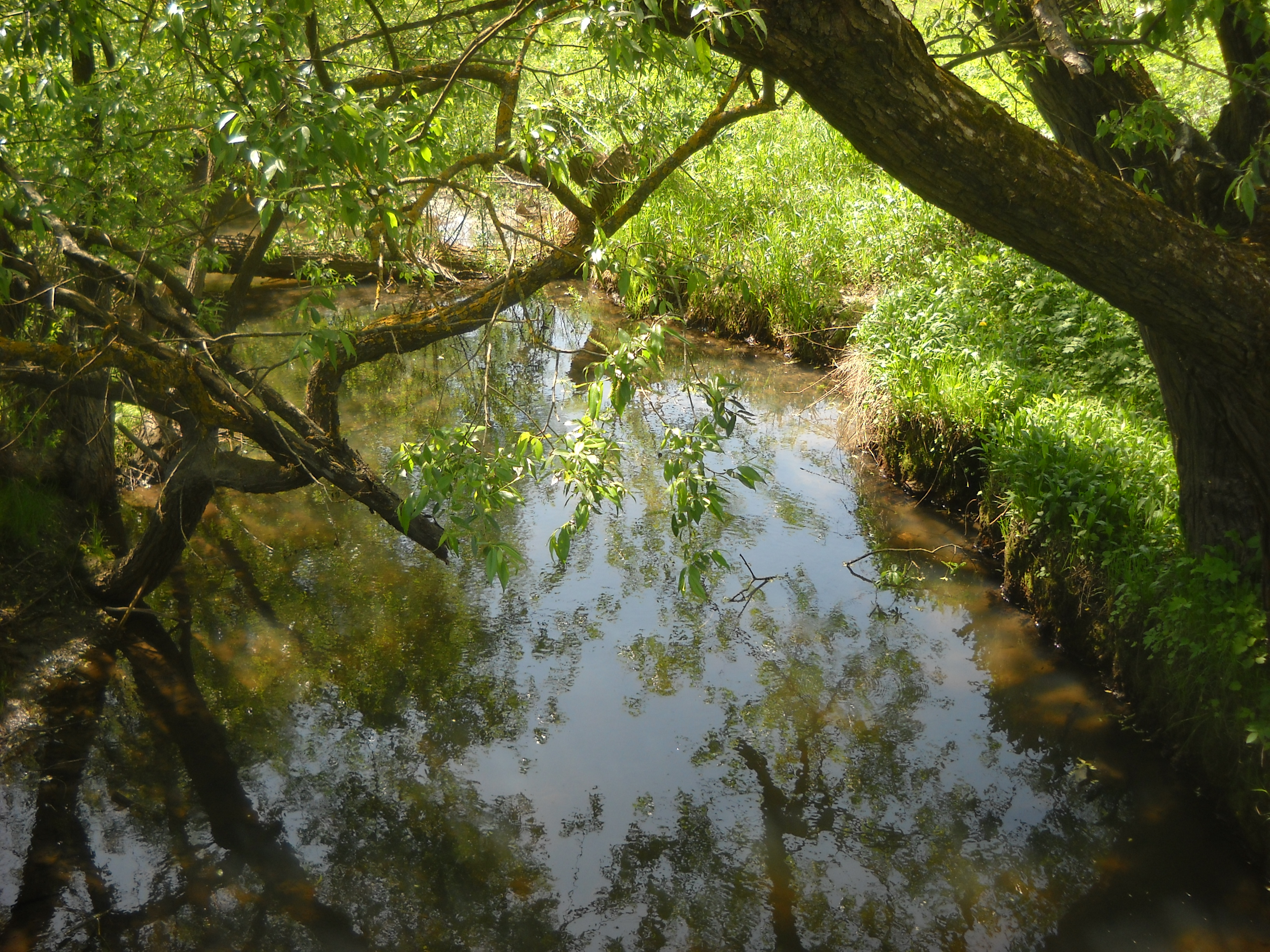
Річка Любешка

Місцеві топоніми:
- «Березина» — південно-західна частина села, на межі з лісом, де й росли берези; розташований між лініями «Ольжина» і «Стефанишина»[24];
- «На границі» — крайня західна частина села, на межі з Новим Селом; умовно проходить по потічку, що впадає в Любешку[25];
- «Копань» — поля, освоєні на місці викорчуваних лісів, що простягаються від автобусної зупинки аж до лісу[26];
- «Могилки» — невеликі пагорби поблизу «Березини»[26];
- «Прийма» — крайня східна частина села, починається від крайньої хати Шкільної вулиці[27];
- «Гутище» — поля розташовані вздовж річки Любешка; починається за селом і тягнеться до Жирівського[28];
- «За Данилом» — поле посеред села за річкою Любешка, правіше від старого цвинтаря[29];
- «Придатки» — поля розташовані праворуч від «Рудянських полів»[30];
- «Рудянське поле» — місцевість ліворуч від села, на межі з селом Руда[30];

Головними вулицями села є Стрийська, Шкільна, Садова, Зарічна і Нова.

## Історія
Перша згадка про село датується 6 січня 1411 роком. Вона міститься в грамоті князя Федора Любартовича, що підтверджувала вирок у межовій суперечці між Юрієм Дідушицьким і Ігнатієм Облазницьким щодо розмежування земельних володінь:
Існують згадки про те, що село спочатку було у володінні роду Облазницьких, відомості про яких пізніше не зустрічаються. Через село проходив сухопутний шлях з Долини до Жидачева, яким возили сіль (так званий «селянський шлях»). Назва місцевого мікротопоніма «Гутище», а також відносно близьке розташування села Руда свідчать про те, що тут виробляли скло та скляні вироби, виплавляли залізо із болотної руди, яка й досі трапляється на берегах річки Любешки.
У 1434 році, внаслідок запровадження польського права на заміну руському, Облазниця, як і весь Жидачівський повіт, ввійшла до складу Руського воєводства. У 1489 році Жидачівщина зазнала значного спустошення через вторгнення турків на Поділля і Галичину:
| …Пройшли через Волоську землю турки на Поділля, сімдесят тисяч, котрі почали біля Дністра, біля Галича, Жидачева, Дрогобича, Самбора вогнем і мечем полонити[39]. |
У податковому реєстрі 1515 року в селі документується 3 лани (близько 75 га) оброблюваної землі.
Існують відомості про неодноразові набіги татар на ці території, зокрема й про 1517 рік, коли село було спалене, які знайшли своє відображення у одній з легенд про заснування села. Власником села, станом на 1552 рік, є «якийсь Кребський», а вже у 1577 році Облазниця перебувала у володінні Чернейовських;— середньої шляхти, яка походила з галицького боярства. Разом із Новим Селом, Сулятичами та Рудниками, вони отримали його у результаті шлюбних зв'язків. Згідно з даними поборових реєстрів у Облазниці проживали 16 селян, які обробляли 6 ланів, у селі працював млин. Напад татар на село відбувся і у 1648 році під час Хмельниччини.

Гетьман Іван Виговський

У 1660 році Виговські придбали у Даниловичів містечко Руду з ключем навколишніх сіл, серед яких була й Облазниця. У власності Виговських село перебувало до 1773 року.
У 1676 році на правому березі Дністра, поблизу Журавна, відбулася битва між польськими і турецькими військами, результатом якої стало укладення Журавненського мирного договору. Проходження військ територією краю завдало великих руйнувань місцевим населеним пунктам, спричинило епідемію холери, тому 10 грудня 1676 року на сеймику в Судовій Вишні їх було звільнено від чопового податку:
| А що деякі містечка в Жидачівському повіті через кількатижневе перебування як своїх, так і неприятельських обозів і перехід дуже поруйновані, тому ті містечка, котрі перехід обозу і неприятеля призвів до бідності і нужди, від опали чопового на 4 роки увільняємо і робимо вільними[47]. |
У XVII столітті була збудована місцева церква, яка була названа на честь батька гетьмана Івана Виговського. Сам гетьман свого часу відвідував церкву разом зі своєю дружиною Оленою, адже його замок розташовувався у сусідньому Новому Селі. Він подарував церкві богослужбові книги та дві патериці.
Згідно з повідомленням Станіслава Яна Яблоновського, 19 лютого 1699 року біля села відбувся бій між татарським чамбулом та посполитими військами на чолі з жидачівським підчашієм Александром Максиміліаном Фредром.
Станом на 1763 рік у селі проживало 146 греко-католиків, з яких 62 — діти до семи років, та 47 римо-католиків, з яких 19 — діти до семи років. У 1772 році Облазниця, разом з усією Галичиною, була приєднана до Австрії внаслідок першого поділу Польщі.
У 1831 році Жидачівщина зазнала пошесті холери, яка призвела до смерті третини населення. Така ж епідемія зачепила край і у 1855 році. Революція 1848 року призвела до скасування кріпосного права та проведення земельної реформи. На честь цієї події у селі було споруджено пам'ятник. Станом на 1880 рік у селі проживало 337 греко-католиків та 108 римо-католиків, які становили одну з найбільших сільських польських громад краю.

### XX століття

Молодіжний гурток, 1936 рік

На кошти, отримані з продажу деревини, місцевий парох заснував цегельний завод. З виготовленої на заводі цегли у 1909 році була збудована місцева школа, до першого класу якої, у той час, ходило 120 учнів. Існувала в селі й польськомовна школа. На свої кошти священик придбав для села пожежний насос.
Станом на 1909 рік у селі проживало 617 греко-католиків, 107 римо-католиків та 11 юдеїв. У 1910—1911 роках у селі тривало будівництво дерев'яного римо-католицького храму, який розташовувався на місці теперішньої автобусної зупинки. Головними фундаторами храму були Ян Тшопінський і Альберт Зеліб, на землі якого він і був збудований.
З 1909 по 1914 рік діяла молочарська спілка, у 1914 році — кредитне товариство «Добробут», які відновили свою діяльність у 30-х роках XX століття. Завдяки діяльності багатолітнього пароха церкви отця Антонія (з 1886 по 1928 рр.) у селі діяв аматорський театр, де ставились вистави «Сватання на Гончарівці», «Кайдашева сім'я», «Ой, не ходи, Грицю, та й на вечорниці», «Дай серцю волю, заведе в неволю», «Верховинці», «Наталка Полтавка» та інші. Вистави проходили у «салі» — будинку, що розташовувався між продуктовим магазином і теперішнім народним домом «Просвіта». Зусиллями Антонія Підлісецького також було організовано товариство противників алкоголю і тютюну.
У 1912 році місцеву церкву відвідав митрополит Андрій Шептицький, який забрав богослужбові книги, подаровані гетьманом Виговським, до музею у Львів.
| Жителі села, що були учасниками Першої світової війни та національно-визвольних змагань 1918—1920 років: | Жителі села, що були учасниками Першої світової війни та національно-визвольних змагань 1918—1920 років: |
| --- | --- |
| 1 | Беймук Михайло                                                                                           |
| 2 | Гудзоватий Василь                                                                                        |
| 3 | Іванків Дмитро                                                                                           |
| 4 | Іванків Олекса                                                                                           |
| 5 | Куприк Іван                                                                                              |
| 6 | Куприк Федір                                                                                             |
| 7 | Мельник Михайло                                                                                          |
| 8 | Пауш Федір                                                                                               |
| 9 | Проць Михайло                                                                                            |
| 10 | Роїк Йосип                                                                                               |
| 11 | Семен Василь                                                                                             |
| 12 | Стасишин Дмитро                                                                                          |
| 13 | Чегрій Роман                                                                                             |
| 14 | Щуравський Микола                                                                                        |

У 1930 році, під керівництвом Антонія Підліснецького — пароха місцевого храму, відбулась перебудова дерев'яної церкви Святого Євстахія.
За часів Польської республіки (1918–1939 рр.) село становило окрему гміну у складі Жидачівського повіту Станиславівського воєводства. У зв'язку з адміністративною реформою 1 серпня 1934 року воно було включене до складу гміни Руда, того ж повіту і воєводства. У той же час (1935–1939 рр.) українську школу, яку відвідувало тоді 84 школярі, було перетворено в утраквістичну.
Станом на 1935 рік у селі проживало 634 греко-католики та 68 римо-католиків. У тому ж році було засноване церковне товариство, діяли Марійське братство (налічувало 60 чоловік) та читальня імені Качковського. У селі, аж до 1939 року, діяло відділення «Просвіти» і хата-читальня, яка містилась у будинку секретаря відділення Василя Пауша, пізніше — у Василя Петрушки та Василя Пауша. Функціонували також позичкова каса, громадський шпихлір, братська крамниця та пожежна дружина. У липні 1939 року кооператив у Облазниці, як і в багатьох інших селах Журавенщини, було закрито через те, що не була виплачена відповідна сума на протилетунську позичку.
Як і вся Західна Україна, у 1939 році село увійшло до складу УРСР, пробувши у її складі до 2 липня 1941 року, коли село було зайняте німецькими військами. У 1942 році до села ввійшли німецькі війська. Ось як описує цю подію місцевий житель Остап Матвіїв:
| Надворі починався чудовий день раннього літа: крізь густу листву садових дерев на землю пробивались яскраві промені сонця, поруч від легкого подиху вітру перешіптувались між собою колоски жита. Поміж молоді кущі аґрусу я почав вижинати ще вологу від роси траву, коли ранкову тишу раптом порушив гул металу. Я підвів голову і побачив жахливу картину: дорогою, що вибігає з-за хати Антона Коха, один за одним мчали танки. Від хати сусіда до нашої метрів з триста, тож я встиг роздивитися ті танки: на їх броні чітко виділялися хрести. Вже тоді я збагнув: то німецькі танки[66]. |
За свідченнями Івана Козака, воїна УПА:
| У наше село німці прийшли в 1942 році. Вони відразу завели свої порядки, завдаючи людям великих образ і душевного болю. ‹...› Мешканці Облазниці змушені були утримувати німецьких солдатів, здаючи збіжжя, м'ясо, молоко, масло, яйця. Все це було під суворим контролем[67]. |
Чимало жителів села брали участь у Другій світовій війні, зокрема 24 мешканці села воювали у складі Радянської армії, з яких повернулися лише четверо:
| Жителі села, що воювали у складі Радянської армії | Жителі села, що воювали у складі Радянської армії | Жителі села, що воювали у складі Радянської армії | Жителі села, що воювали у складі Радянської армії | Жителі села, що воювали у складі Радянської армії | Жителі села, що воювали у складі Радянської армії |
| №                                                 | П. І. Б                                           | Р. Н.                                             | Мобілізація                                       | Звання                                            | Подальша доля |
| ------------------------------------------------- | ------------------------------------------------- | ------------------------------------------------- | ------------------------------------------------- | ------------------------------------------------- | --- |
| 1                                                 | Гресько Петро Михайлович                          | 1924                                              | 1944                                              | рядовий                                           | Загинув 4 листопада 1944 року, похований у Словаччині. |
| 2                                                 | Гутник Василь Миколайович                         | 1906                                              | 1944                                              | рядовий                                           | Пропав безвісти у березні 1945 року. |
| 3                                                 | Довбняк Василь Якович                             | 1912                                              | 1944                                              | рядовий                                           | Пропав безвісти у 1944 році. |
| 4                                                 | Іванків Тимофій                                   | 1914                                              | 1944                                              | рядовий                                           | Пропав безвісти у грудні 1944 року. |
| 5                                                 | Журавський Василь Федорович                       | 1906                                              | 1944                                              | гв. рядовий                                       | Помер від ран 28 квітня 1945 року. Похований у місті Цибінке-Бяпкув (Зеленогурське воєводство, Польща)                                                                                                   |
| 6                                                 | Мельник Дмитро Панькович                          | 1908                                              | 1944                                              | рядовий                                           | Пропав безвісти у 1944 році. |
| 7                                                 | Пауш Степан Андрійович                            | 1910                                              | 1944                                              | рядовий                                           | Пропав безвісти у лютому 1945 року. |
| 8                                                 | Проць Йосип Дмитрович                             | 1908                                              | 1944                                              | рядовий                                           | Пропав безвісти у січні 1945 року. |
| 9                                                 | Роїк Василь Дмитрович                             | 1913                                              | 1944                                              | рядовий                                           | Пропав безвісти у 1945 році. |
| 10                                                | Роїк Степан Дмитрович                             | 1907                                              | 1944                                              | рядовий                                           | Пропав безвісти у жовтні 1944 року. |
| 11                                                | Семен Федір Данилович                             | 1911                                              | 1944                                              | рядовий                                           | Загинув 10 жовтня 1944 року, похований у Словаччині. |
| 12                                                | Файфрук Стефан                                    | 1921                                              | 1944                                              |                                                   | У серпні 1944 року мобілізований до складу Радянської Армії, під час бойових дій у Німеччині потрапив у полон, був відправлений до концтабору «Бухенвальд», звідки був звільнений радянськими солдатами. |
| 13                                                | Ясинський Йосип Степанович                        | 1912                                              | 1944                                              | рядовий                                           | Пропав безвісти у жовтні 1944 року. |

У складі УПА воювали 17 жителів села, серед яких не повернулись з поля бою:
| Полеглі члени ОУН і вояки УПА | Полеглі члени ОУН і вояки УПА | Полеглі члени ОУН і вояки УПА | Полеглі члени ОУН і вояки УПА | Полеглі члени ОУН і вояки УПА                                                                                          |
| №                             | П. І. Б                       | Р. Н.                         | Р. С.                         | Коротка інформація |
| ----------------------------- | ----------------------------- | ----------------------------- | ----------------------------- | --- |
| 1                             | Данилишин Йосип Петрович      | 1920                          | 1947                          | Член ОУН, розстріляний НКВД під час облави. Похований у с. Облазниця.                                                  |
| 2                             | Мазурик Іван Васильович       | 1919                          |                               | Вояк УПА, загинув на полі бою з більшовиками в с. Махлинець. Могила невідома.                                          |
| 3                             | Пауш Василь Антонович         | 1922                          | 1941                          | Член ОУН, заарештований НКВД у 1940 році. Загинув у тюрмі, могила невідома.                                            |
| 4                             | Пауш Павло Антонович          | 1916                          | 1941                          | Член ОУН, псевдо «Павлюк», активний діяч «Просвіти», заарештований НКВД у 1940 році. Загинув у тюрмі, могила невідома. |
| 5                             | Пауш Стась Антонович          | 1919                          |                               | Член ОУН, підрайоний провідник СБ на Стрийщині. Загинув на полі бою з більшовиками у с. Довге, могила невідома.        |
| 6                             | Петрушка Василь Франкович     | 1912                          |                               | Член ОУН, псевдо «Софрон», заарештований НКВД у 1940 (1941) році. Загинув у тюрмі.                                     |
| 7                             | Прийма Василь Прокопович      | 1917                          | 1941                          | Член ОУН, заарештований НКВД у 1940 році. Загинув у тюрмі, могила невідома.                                            |
| 8                             | Прийма Степан Прокопович      | 1919                          | 1948                          | Член ОУН, вояк УПА. Загинув в бою в с. Махлинець, могила невідома.                                                     |
| 9                             | Проць Василь Данилович        | 1909                          | 1941                          | Член ОУН і провідник сільської сітки організації, заарештований НКВД у 1940 році. Загинув у тюрмі, могила невідома.    |
| 10                            | Роїк Андрій Васильович        | 1919                          | 1941 (1940)                   | Член ОУН з 1936 року, псевдо «Слава», заарештований НКВД у 1940 році. Загинув у тюрмі, могила невідома.                |
| 11                            | Роїк Василь Олексійович       | 1908                          | 1941                          | Член ОУН з 1932 року, псевдо «Кастор», заарештований НКВД у 1940 році. Загинув у тюрмі, могила невідома.               |
| 12                            | Роїк Іван Семенович           | 1900                          | 1946                          | Симпатик ОУН. Вбитий НКВД на власному подвір'ї під час облави.                                                         |
| 13                            | Роїк Йосиф Олексійович        | 1920                          |                               | Член ОУН, підрайонів провідник СБ. Загинув на полі бою з ворогом, могила невідома.                                     |
| 14                            | Роїк Максим Дмитрович         |                               |                               | Симпатик ОУН-УПА, заарештований НКВД. Помер у тюрмі міста Чернівці, могила невідома.                                   |
| 15                            | Роїк Петро Олексійович        | 1922                          | 1947                          | Член ОУН, вояк УПА. Загинув на полі бою на Холмщині, могила невідома.                                                  |
| 16                            | Роїк Степан Семенович         | 1911                          | 1941                          | Член ОУН, псевдо «Сеньйор», заарештований НКВД у 1940 році. Загинув у тюрмі, могила невідома.                          |
| 17                            | Стриганин Михайло             |                               | 1946                          | До ОУН не належав. Вбитий під час облави, похований у селі Облазниця.                                                  |

4 березня 1944 року на Облазницю, як і на довколишні села німці здійснили напад. У період з 31 липня по 3 серпня велися бої між радянськими та німецькими військами за село, а вже 3 серпня 1944 року Облазниця була окупована радянськими військами:
| Вибухи бомб і снарядів лунали прямо над нашими головами, потім їх було чути в центрі Облазниці, відтак – уже за селом[67]. Катерина Пауш |
Проте війна для селян не закінчилась із входженням у село радянських військ. Жителі Облазниці боролися проти них у склад військ УПА — у лісах навколо села та й сусідніх селах йшли активні бої, аж до 1947 року. На подвір'ях та в садах мешканців, на околиці села, у лісі, існувало декілька криївок, де переховувались вояки УПА (Йосип Данилишин, Петро Беймук).
| Жидачівщина і Скільщина були суцільно москвофільські. А вже в роки боротьби УПА ці «відсталі» окраїни Стрийщини вели перед. Ось маленький приклад: два села Жидачівщини, Облазниця та Заболотівці, що в 1915 році перейшли були, добровільно, на московське православ'я (бо були «русскими» до «мозга костей»), дали, може, найбільшу кількість бійців УПА в наші дні[79]. |
За участь і сприяння ОУН та УПА були засуджені 28 осіб:
| Засуджені за участь і сприяння ОУН та УПА | Засуджені за участь і сприяння ОУН та УПА | Засуджені за участь і сприяння ОУН та УПА |
| №                                         | П. І. Б                                   | Коротка інформація |
| ----------------------------------------- | ----------------------------------------- | --- |
| 1                                         | Бабій Катерина Петрівна                   | Нар. 1928 р. Належала до дівочої мережі ОУН. Була заарештована НКВД у 1945 році і засуджена на 10 років каторги. Відбувала покарання у таборі «Степлаг». Повернулась на Україну у 1956 році. Померла і була похована у місті Калуш. |
| 2                                         | Беймук Петро Степанович                   | Нар. 1923 р. Був членом ОУН, воював у складі УПА у сотні «Месники» з 1944 року. У 1947 році під час облави був схоплений більшовиками. Будучи засудженим на 10 років каторги, відбував покарання в таборах Воркути. У 1956 році повернувся на батьківщину; до кінця життя проживав у місті Стрий.                                                     |
| 3                                         | Бойко Оксана Петрівна                     | Нар. 1928 р. Належала до дівочої сітки ОУН. У 1945 році була заарештована НКВД і засуджена на 10 років каторги, відбуваючи покарання в концтаборах Норильська (табір 7, № Ж 238). Після повернення проживала на Тернопільщині. |
| 4                                         | Гудзовата Марія Степанівна                | Нар. 1927 р. Належала до дівочої сітки ОУН. У 1945 році була заарештована НКВД і засуджена на 10 років каторги. Після повернення проживала на Волині. |
| 5                                         | Данилишин Олексій Васильович              | Нар. 1931 р. Був членом молодіжної організації ОУН «Месники». 28 червня 1950 року заарештований Стрийським НКВД і засуджений військовим трибуналом на 25 років спецтаборів і 5 років позбавлення прав з конфіскацією майна, відбуваючи покарання у концтаборах Жезказгана (табір п/скр 392/1-2-3, № СЕЕ-769). Після повернення проживав у Гніздичеві. |
| 6                                         | Іванків Гонора Петрівна                   | Нар. 1928 р. Належала до дівочої сітки ОУН. У 1945 році була заарештована НКВД і засуджена на 10 років каторги. Покарання відбувала в концтаборі Бурлач-Магадан Т-1-607. Після повернення проживала у Гніздичеві; померла у 1994 році, була похована у селі Облазниця.                                                                                |
| 7                                         | Іванків Ольга Степанівна                  | Нар. 1927 р. Належала до дівочої сітки ОУН. У 1945 році була заарештована НКВД і засуджена на 10 років каторги. Після повернення проживала у місті Стрий. |
| 8                                         | Іванків Параня Степанівна                 | Нар. 1927 р. Належала до дівочої сітки ОУН. У 1945 році була заарештована НКВД і засуджена на 10 років каторги. Покарання відбувала в концтаборах Норильська-9. Після повернення проживала у місті Червоноград. |
| 9                                         | Козак Іван Степанович                     | Нар. 1922 р. Воював у складі УПА у сотні «Месники», у 1946 році під час облави був схоплений більшовиками. Після повернення проживав у селі Облазниця. |
| 10                                        | Коник Марія Іванівна                      | Нар. 1927 р. Належала до дівочої сітки ОУН. У 1945 році була заарештована НКВД і засуджена на 10 років каторги. Після повернення проживала у місті Дрогобич. |
| 11                                        | Кушнір Степан Федорович                   | Нар. 1922 р. Був прихильником ОУН. У 1946 році був заарештований і засуджений на 10 років каторги. Після повернення проживав на Рівненщині, де і помер. |
| 12                                        | Ладан Стефа Олексіївна                    | Нар. 1927 р. Належала до дівочої сітки ОУН. У 1945 році була заарештована НКВД і засуджена на 10 років каторги. Покарання відбувала в концтаборі Бурлаг-Магадан Т-1607. |
| 13                                        | Мартинюк Стась Васильович                 | Нар. 1906 р. Був симпатиком ОУН. У 1945 році був заарештований НКВД і засуджений на 10 років каторги. Покарання відбував у концтаборах Воркути. Помер у 1997 році, похований у селі Облазниця. |
| 14                                        | Матвіїв Микола Йосипович                  | Нар. 1924 р. Служив у дивізії «Галичина». У 1944 році був заарештований НКВД і засуджений на 10 років каторги. Покарання відбував у концтаборах Магадана. Помер і похований у селі Облазниця. |
| 15                                        | Матвіїв Степан Васильович                 | Нар. 1921 р. Був членом ОУН. У 1946 році був заарештований НКВД і засуджений на 10 років каторги. Після повернення проживав у місті Кривий Ріг. |
| 16                                        | Пауш Василь Васильович                    | Нар. 1897 р. Був активним членом «Просвіти», у його будинку містилась хата-читальня. За фінансову допомогу ОУН у 1944 році був заарештований НКВД і засуджений на 10 років каторги. Покарання відбував у концтаборах Вологди. Помер і похований у селі Облазниця.                                                                                     |
| 17                                        | Проць Василь Дмитрович                    | Нар. 1919 р. Був членом ОУН, станичний села. У 1945 році був заарештований НКВД, зазнав важких тортур під час допитів і був поміщений на 37 років у психлікарню під нагляд. Помер у 1986 році, похований у селі Облазниця. |
| 18                                        | Проць Йосип Дмитрович                     | Нар. 1923 р. За допомогу ОУН був заарештований НКВД і засуджений на 10 років каторги. Після звільнення проживав у селі Андрусівка, ст. Михайлівка, Новосибірська область. |
| 19                                        | Роїк Володимир Йосипович                  | Нар. 1926 р. Був членом ОУН, воював у складі УПА у сотні «Месники». У 1945 році під час облави був схоплений більшовиками. Будучи засудженим на 10 років каторги, відбував покарання в таборах Воркути. У 1956 році повернувся на батьківщину; до кінця життя проживав у місті Гніздичів. Помер і похований у селі Облазниця.                         |
| 20                                        | Роїк Євгенія Дмитрівна                    | Нар. 1927 р. Належала до дівочої сітки ОУН. У березні 1945 року була заарештована НКВД і засуджена на 10 років каторги. Після повернення проживала у селі Загірне, Стрийського району. |
| 21                                        | Роїк Йосиф Васильович                     | Нар. 1924 р. Служив у дивізії «Галичина», пізніше — в УПА, кущ «Олені». Під час облави був схоплений НКВД і засуджений на 10 років каторги. У 1956 році повернувся на батьківщину, похований у селі Облазниця. |
| 22                                        | Роїк Йосиф Іванович                       | Нар. 1927 р. Був членом ОУН, зв'язківцем. У 1947 році був заарештований НКВД і засуджений на 10 років каторги. Покарання відбував у концтаборах Колими (№ А-1159). Після повернення у 1966 році проживав у місті Стрий. |
| 23                                        | Семен Степан Данилович                    | Нар. 1920 р. Був членом ОУН, провідником хліборобського вишколу молоді. У 1940 році був заарештований НКВД. Загинув на шахтах Воркути. |
| 24                                        | Старушкевич Тадей Олексійович             | Нар. 1929 р. Був заарештований НКВД і засуджений на 25 років позбавлення волі. |
| 25                                        | Ярошко Василь Петрович                    | Нар. 1920 р. Був членом ОУН, псевдо «Скоба». У 1940 році був заарештований НКВД, пробувши на спецпоселенні (Печора, Омськ, Казахстан) 15 років. Після повернення проживав у місті Кременчук. Помер у 1987 році, похований там же. |
| 26                                        | Ярошко Йосиф Петрович                     | Нар. 1923 р. Був членом ОУН. У 1944 році на Стрийщині був заарештований НКВД і засуджений на 15 років каторги. Помер у 1947 році в Магаданських таборах. Могила невідома. |

Ще 36 жителів села за підозру у сприянні УПА було депортовано після війни (сім'ю Іванків було депортовано як куркулів, що «відмовлялись вступати у колгосп, живуть одноосібно, вороже ставляться до колгоспного ладу, намагаються шкодити в організаційно-господарському зміцненні колгоспів»):
| Депортовані в Сибір та Казахстан | Депортовані в Сибір та Казахстан | Депортовані в Сибір та Казахстан | Депортовані в Сибір та Казахстан |
| №                                | П. І. Б                          | Р. Н.                            | Місце заслання                   |
| -------------------------------- | -------------------------------- | -------------------------------- | -------------------------------- |
| 1                                | Бабій Петро Павлович             | 1890                             | Омська область (1947—1956)       |
| 2                                | Бабій Софія Петрівна             | 1930                             | Омська область (1947—1956)       |
| 3                                | Бойко Іван Михайлович            | 1926                             | Казахстан (1946-…)               |
| 4                                | Войціховський Микола             | 1897                             | Сибір (1940-…)                   |
| 5                                | Войціховська Олена               | 1905                             | Сибір (1940-…)                   |
| 6                                | Іванків Василь Миколайович       | 1925                             | Казахстан (1946—1956)            |
| 7                                | Іванків Євдокія Йосипівна        |                                  | Іркутська область (1947—1955)    |
| 8                                | Іванків Йосип Степанович         | 1940                             | Іркутська область (1947—1955)    |
| 9                                | Іванків Катерина Степанівна      | 1926                             | Іркутська область (1947—1955)    |
| 10                               | Іванків Прокіп Степанович        | 1929                             | Іркутська область (1947—1955)    |
| 11                               | Іванків Степан Прокопович        | 1900                             | Іркутська область (1947—1955)    |
| 12                               | Іванків Федір Степанович         | 1926                             | Караганда (1946-…)               |
| 13                               | Кавулич Марія Михайлівна         | 1937                             | Іркутська область (1951—1958)    |
| 14                               | Кавулич Михайло Андрійович       | 1900                             | Іркутська область (1951—1958)    |
| 15                               | Кавулич Михайло Михайлович       | 1933                             | Іркутська область (1951—1958)    |
| 16                               | Кавулич Єва Ільківна             | 1905                             | Іркутська область (1951—1958)    |
| 17                               | Кавулич Євген Михайлович         | 1940                             | Іркутська область (1951—1958)    |
| 18                               | Ладан Олекса Олексійович         | 1908                             | Сибір                            |
| 19                               | Матвіїв Федір Петрович           | 1925                             | Казахстан (1946-…)               |
| 20                               | Пауш Анна Антонівна              |                                  |                                  |
| 21                               | Пауш Євдокія                     |                                  |                                  |
| 22                               | Пауш Настя Антонівна             |                                  |                                  |
| 23                               | Прийма Йосип Прокопович          | 1922                             | спецпоселення (1947—1958)        |
| 24                               | Прийма Марія Василівна           | 1925                             | спецпоселення (1947—1958)        |
| 25                               | Роїк Анна Григорівна             |                                  | Сибір (1941-…)                   |
| 26                               | Роїк Марія Василівна             |                                  | спецпоселення (1941-…)           |
| 27                               | Роїк Микола Олексійович          |                                  | Красноярський край (1947-…)      |
| 28                               | Роїк Михайло Андрійович          |                                  | спецпоселення (1941-…)           |
| 29                               | Роїк Настя Іванівна              |                                  | Красноярський край (1947-…)      |
| 30                               | Роїк Олекса Петрович             |                                  | Красноярський край (1947-…)      |
| 31                               | Роїк Юстина Степанівна           | 1921                             | Омськ (1946-…)                   |
| 32                               | Ярошко Анна Олексіївна           | 1900                             | Іркутська область (1945—1957)    |
| 33                               | Ярошко Марія Петрівна            | 1929                             | Іркутська область (1945—1957)    |
| 34                               | Ярошко Ольга Петрівна            | 1932                             | Іркутська область (1945—1957)    |
| 35                               | Ярошко Петро Андрійович          | 1906                             | Іркутська область (1945—1957)    |
| 36                               | Ярошко Степан Петрович           | 1927                             | Іркутська область (1945—1957)    |

Внаслідок примусової колективізації у селі було засновано колгосп імені Будьонного, перейменований у колгосп «Перше травня» наприкінці 60-х років, який займався вирощуванням зернових культур та м'ясо-молочним тваринництвом:
| Колгосп був бідний, ніяких прибутків не мав, то все доводилось робити вручну. Ми чули, що в багатших колгоспах уже працювати в полі трактори, сівалки, а в нас нічого не було, крім коней і, звісно, людських рук[84]. Юстина Матвіїв |

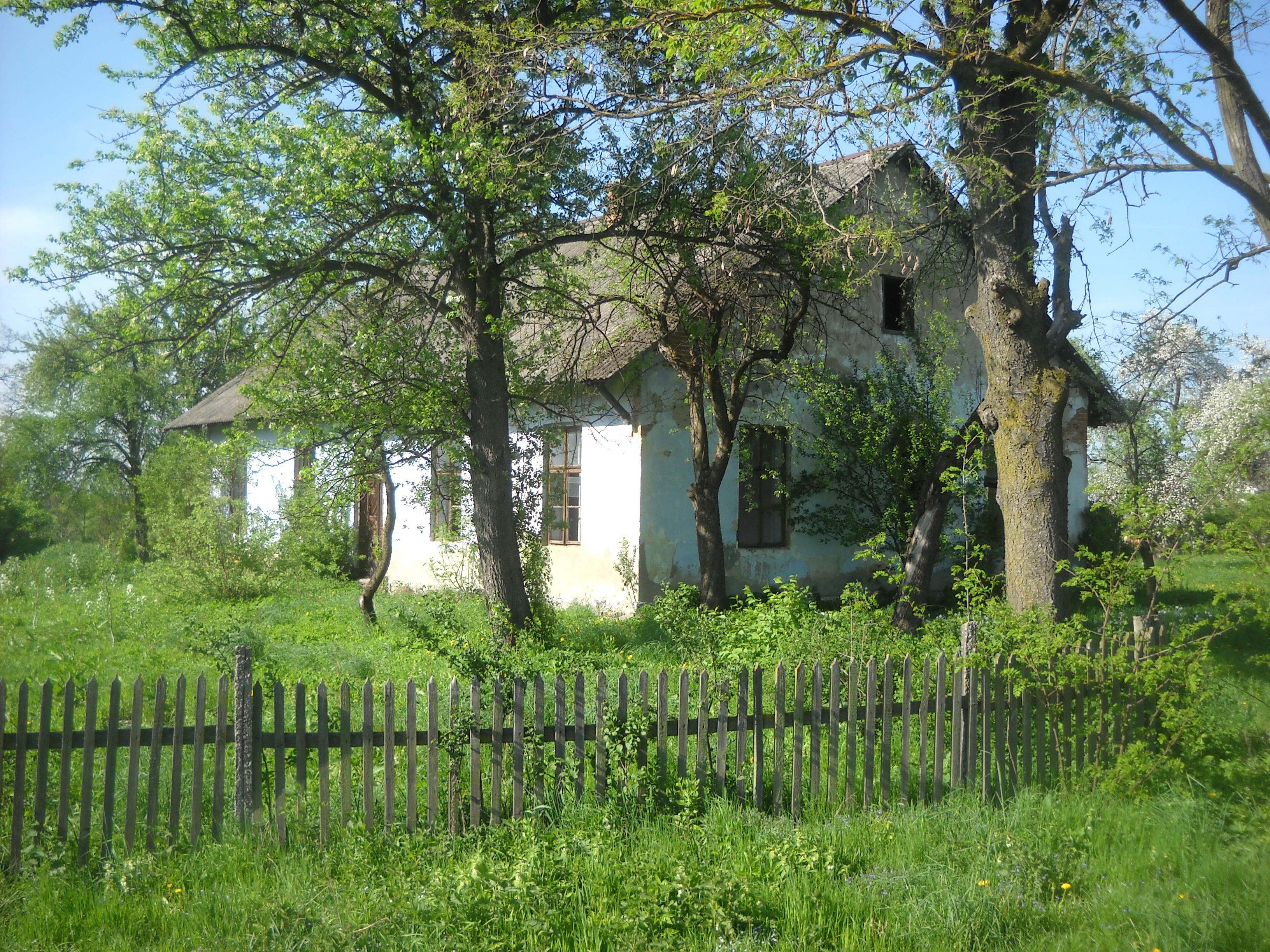
Покинуте приміщення школи

У 1970 році було здійснене укрупнення колгоспу, до якого ввійшли землі всіх сіл сучасної сільської ради. Його центр було перенесено до Нового Села й перейменовано у колгосп «Заповіт Ілліча». У його власності перебувало понад 3 тис. га орної землі, налічувалось 50 тракторів, 17 зернозбиральних комбайнів, 35 автомобілів; утримували 2,5 тис. голів худоби, тут виконували науково-дослідну роботу працівники Львівського сільськогосподарського інституту. Орденами і медалями СРСР за успіхи в розвитку сільського господарства нагороджено дев'ять колгоспників, зокрема голова колгоспу, М. А. Грицик, був нагороджений орденом Леніна.
У 1972 році місцеву школу було закрито, а учнів перевели до навчального закладу в сусідньому Новому Селі.
Шість мешканців Облазниці (В. Самборський, О. Проць, П. Дрозд, І. Роїк, П. Лучко, С. Старушкевич), що брали участь у бойових діях у Афганістані, благополучно повернулись додому.
Станом на 1989 рік у селі проживало 314 осіб, серед них — 144 чоловіки і 170 жінок.
На початку 90-х років місцевий колгосп було перейменовано на колгосп «Нове життя», пізніше — реорганізовано на спілку селян-пайовиків. На базі колишнього колгоспу, у 1993 році, з'явились спілки селян «Нове життя» і «Жирівське», а вже у 2005 році припинив існування кооператив «Жирівський», до складу якого й входили жителі села Облазниця. Землі навколо села орендувала приватна фірма ТзОВ «Захід-Агро» (2006—2009), пізніше — ТзОВ-КПК «Агро-Інвест» (2010-…).
За даними перепису населення 2001 року у селі проживали 288 осіб.
У 2011 році відбулося святкування 600-ліття села, на якому були присутні заступник голови Жидачівської райдержадміністрації Олег Кизима та заступник голови Жидачівської районної ради Марія Стеців. Напередодні самого святкування у місцевій церкві було знайдено українські прапори, якими зустрічали солдатів Радянської армії у 1939 році. У 2012 році відбулось освячення «Хреста Заслуги» — монумента жителям сіл Облазниця, Жирівське, Нове Село та Корнелівка, що боролись у складі ОУН-УПА, на якому були присутні вояки УПА Іван Козак і Олександр Бундик, Олексій Данилишин — член молодіжної організації ОУН «Месники», голова районної ради Ігор Кос, заступник голови райдержадміністрації Олег Кизима, обласний депутат Андрій Кіт, голова ГО «Небайдужі» Ігор Ожиївський, районний депутат Михайло Марків, голова Ходорівської організації КУНу Володимир Мелех і сільський голова — Станіслав Стрийський. Церемонія відкриття супроводжувалась виступами місцевих жителів, учасників художньої самодіяльності.

## Населення
Активне заселення Жидачівщини відбувалось ще у князівські часи, а її основою були вільні селяни-смерди та кметі, які виплачували податок на користь князя та боярина від оброблюваної площі землі.
Захоплення Польщею Галичини у XIV столітті стало причиною активної польської колонізації краю. Польська громада села була однією з найбільших на Жидачівщині і складала близько 20 % мешканців села. Представники польської громади працювали у державній і самоуправній адміністраціях, сільському господарстві. По завершенні Другої світової війни більша частина польської громади була переселена до Польщі, а на їх місце перемістили українських мешканців Холмщини, Підляшшя і Надсяння.
Не меншу групу населення складали німецькі колоністи, зокрема роди Бамберґер (нім. Bamberger), Барон (нім. Baron), Бауер (нім. Bauer), Гартунґ (нім. Hartung), Гейлер (нім. Heiler), Кретер (нім. Kräter), Лінк (нім. Link), Маєр (нім. Mayer), Мосманн (нім. Moßmann), Поммер (нім. Pommer), Зеліб (нім. Seelieb), Шпітцнер (нім. Spitzner), Вік (нім. Wick) і Вольф (нім. Wolf). Їх поява у Галичині пов'язана із колонізаційною політикою, розпочатою австрійським імператором Йосифом II, хоч у більшості випадків німецькі колоністи переселялись до Облазниці з інших німецьких колоній у Галичині — Дорнфельда, Бріґідау, Корнелівки, Волі Облазницької, Нового Села, Сидорівки та Новоселиці. Одним із найвідоміших представників німецької громади села був Артур Зеліб (нім. Artur Seelieb) — літературознавець, перекладач, редактор журналу фр. «La Revue ukrainienne», що виходив у Лозанні (Швейцарія). Саме в цьому журналі з'явились його переклади творів Тараса Шевченка (нім. «Der Künstler [Chudožnik]. Autobiographischer Roman von Taras Schewtschenko [Taras Grigoŕevič Ševčenko]») та Василя Стефаника.
Певний час у Облазниці існувала незначна єврейська громада, представники якої були зайняті у торгівлі і корчмарстві.
Аграрне перенаселення краю спричинило значні міграційні потоки, які були спрямовані, в основному, на Захід — у США, Аргентину.
Початок XX століття відзначився значними втратами для населення села — Перша й Друга світові війни, репресії, депортації, еміграція, спричинили депопуляцію населення, кількість якого скорочується з початку минулого століття.
| Населення села Облазниця (1763—1935) | Населення села Облазниця (1763—1935) | Населення села Облазниця (1763—1935) | Населення села Облазниця (1763—1935) | Населення села Облазниця (1763—1935) | Населення села Облазниця (1763—1935) | Населення села Облазниця (1763—1935) | Населення села Облазниця (1763—1935) |
| Рік                                  | Загальна кількість                   | Релігійний склад                     | Релігійний склад                     | Релігійний склад                     | Релігійний склад                     | Релігійний склад                     | Релігійний склад                     |
| Рік                                  | Загальна кількість                   | Греко-католики                       | %                                    | Римо-католики                        | %                                    | Юдеї                                 | %                                    |
| ------------------------------------ | ------------------------------------ | ------------------------------------ | ------------------------------------ | ------------------------------------ | ------------------------------------ | ------------------------------------ | ------------------------------------ |
| 1763                                 | 193                                  | 146                                  | 75,65                                | 47                                   | 24,35                                | -                                    | -                                    |
| 1880                                 | 445                                  | 337                                  | 75,73                                | 108                                  | 24,27                                | -                                    | -                                    |
| 1909                                 | 735                                  | 617                                  | 83,95                                | 107                                  | 14,56                                | 11                                   | 1,50                                 |
| 1935                                 | 702                                  | 634                                  | 90,31                                | 68                                   | 9,69                                 | -                                    | -                                    |

За даними перепису населення 2001 року у селі проживали 288 осіб. Рідною мовою назвали:
| Мова       | Кількість осіб | Відсоток |
| ---------- | -------------- | -------- |
| українська | 285            | 98,96 %  |
| молдовська | 2              | 0,69 %   |
| польська   | 1              | 0,35 %   |

## Політика
У селі діє місцевий осередок політичної партії «Всеукраїнське об'єднання „Батьківщина“». Інтереси громади представляють 12 самовисуванців.
На виборах у селі Облазниця працює окрема виборча дільниця, розташована в приміщенні народного дому «Просвіта». Результати виборів:
- Парламентські вибори 2002: зареєстровано 242 виборці, явка 93,80 %, найбільше голосів віддано за Блок Віктора Ющенка «Наша Україна» — 75,33 %, за Блок Юлії Тимошенко — 15,42 %, за Політичну партію «Яблуко» — 3,52 %. В одномандатному окрузі найбільше голосів отримав Осташ Ігор Іванович («Наша Україна») — 59,47 %, за Антонова Віталія Борисовича (Народна партія (Україна)) — 26,43 %, за Осташа Івана Богдановича (самовисування) — 6,17 %[108].
- Вибори Президента України 2004 (перший тур): зареєстровано 229 виборців, явка 91,70 %, з них за Віктора Ющенка — 89,52 %, за Віктора Януковича — 4,76 %, за Олександра Яковенка — 1,43 %[109].
- Вибори Президента України 2004 (другий тур): зареєстровано 229 виборців, явка 93,45 %, з них за Віктора Ющенка — 95.79 %, за Віктора Януковича — 4,20 %[110].
- Вибори Президента України 2004 (третій тур): зареєстровано 229 виборців, явка 97,82 %, з них за Віктора Ющенка — 98,66 %, за Віктора Януковича — 0,00 %[110].
- Парламентські вибори 2006: зареєстровано 222 виборці, явка 90,54 %, найбільше голосів віддано за блок «Наша Україна» — 54,23 %, за Блок Юлії Тимошенко — 20,90 %, за Український народний блок Костенка і Плюща — 9,95 %[111].
- Парламентські вибори 2007: зареєстровано 202 виборці, явка 94,81 %, найбільше голосів віддано за Блок Юлії Тимошенко — 52,74 %, за Блок «Наша Україна — Народна самооборона» — 38,81 %, за Соціалістичну партію України — 5,47 %[112].
- Вибори Президента України 2010 (перший тур): зареєстровано 199 виборців, явка 86,43 %, найбільше голосів віддано за Віктора Ющенка — 43,60 %, за Юлію Тимошенко — 37,21 %, за Арсенія Яценюка — 4,07 %[113].
- Вибори Президента України 2010 (другий тур): зареєстровано 200 виборців, явка 94,00 %, з них за Юлію Тимошенко — 89,89 %, за Віктора Януковича — 5,32 %[114].
- Парламентські вибори 2012: зареєстровано 187 виборців, явка 73,80 %, найбільше голосів віддано за Всеукраїнське об'єднання «Батьківщина» — 46,38 %, за Всеукраїнське об'єднання «Свобода» — 33,33 % та партію «УДАР» — 15,22 %. В одномандатному окрузі найбільше голосів отримав Канівець Олег Леонідович (Всеукраїнське об'єднання «Батьківщина») — 52,86 %, за Кота Андрія Богдановича («УДАР») — 24,29 %, за Тенюха Ігоря Йосиповича (самовисування) — 15,00 %[115].

| Парламентські вибори в Україні 2019, результати голосування | Парламентські вибори в Україні 2019, результати голосування | Парламентські вибори в Україні 2019, результати голосування | Парламентські вибори в Україні 2019, результати голосування | Парламентські вибори в Україні 2019, результати голосування |
| ----------------------------------------------------------- | ----------------------------------------------------------- | ----------------------------------------------------------- | ----------------------------------------------------------- | ----------------------------------------------------------- |
|                                                             |                                                             |                                                             |                                                             | віддано голосів                                             |
| Слуга народу                                                | Слуга народу                                                |                                                             | 41                                                          | 41                                                          |
| «Батьківщина»                                               | «Батьківщина»                                               |                                                             | 13                                                          | 13                                                          |
| Європейська Солідарність                                    | Європейська Солідарність                                    |                                                             | 11                                                          | 11                                                          |
| «Свобода»                                                   | «Свобода»                                                   |                                                             | 10                                                          | 10                                                          |
| «Голос»                                                     | «Голос»                                                     |                                                             | 9                                                           | 9                                                           |
| Радикальна партія                                           | Радикальна партія                                           |                                                             | 8                                                           | 8                                                           |
| інші                                                        | інші                                                        |                                                             | 23                                                          | 23                                                          |

- Вибори Президента України 2014: зареєстровано 177 виборців, явка 84,18 %, з них за Петра Порошенка — 79,19 %, за Юлію Тимошенко — 11,41 %, за Олега Ляшка — 4,70 %[117].
- Парламентські вибори 2014: зареєстровано 178 виборців, явка 81,46 %, найбільше голосів віддано за Народний фронт — 34,48 %, за Блок Петра Порошенка — 19,31 % та партію «Самопоміч» — 13,79 %.[118] В одномандатному окрузі найбільше голосів отримав Андрій Кіт (Блок Петра Порошенка) — 31,72 %, за Олександра Ярощука (Народний фронт) — 25,52 %, за Андрія Гергерта (самовисування) — 21,37 %[119].
- Вибори Президента України 2019 (перший тур): зареєстровано 184 виборці, явка 79,35 %, найбільше голосів віддано за Петра Порошенка — 35,62 %, за Юлію Тимошенко — 24,66 %, за Володимира Зеленського — 11,64 %[120].
- Вибори Президента України 2019 (другий тур): зареєстровано 185 виборців, явка 74,05 %, найбільше голосів віддано за Петра Порошенка — 62,77 %, за Володимира Зеленського — 37,22 %[121].
- Парламентські вибори 2019: зареєстрований 181 виборець, явка 63,54 %, найбільше голосів віддано за «Слугу народу» — 35,65 %, за Всеукраїнське об'єднання «Батьківщина» — 11,30 % та партію «Європейська Солідарність» — 9,57 %.[116] В одномандатному окрузі найбільше голосів отримав Володимир Наконечний (Слугу народу) — 29,20 %, за Андрія Кота (самовисування) — 16,81 %, за Андрія Гергерта (Всеукраїнське об'єднання «Свобода») — 15,04 %[122].

## Релігія

Вихованці дитячого садочка на тлі храму. 1936 рік

### Церква Святого Євстахія
Перша згадка про наявність у селі храму датується 1552 роком — у поборових реєстрах, де зафіксовано перебування священика.
Дерев'яна церква Святого Євстахія, що належить до Української греко-католицької церкви, була збудована у XVII столітті, а перебудована у 1930 році (перебудова здійснювалась під керівництвом пароха церкви — Антонія Підліснецького). Свого часу церкву відвідував гетьман Іван Виговський зі своєю дружиною Оленою з роду Стеткевичів, замок яких розташовувався на території сусіднього Нового Села. Він подарував церкві богослужбові книги та дві патериці. В знак вдячності храм було названо на честь батька гетьмана іменем святого Євстахія. Проте у 1912 році митрополит Андрій Шептицький, відвідавши церкву, забрав ці книги до музею у Львів. За твердженням Петра Пауша, уродженця Облазниці, одна з книг зберігається в музеї отців Василіан у Монтері (штат Альберта, Канада).
Німецький землевласник, протестант, Альбрехт Зеліб був патроном греко-католицького храму до 1914 року, пізніше ними стали його нащадки, а вже з 1935 року церква мала вільне надання. У 1915 році, завдяки священику Антонію Підліснецькому, який мав москвофільські погляди, церква перейшла до московського православ'я.
У 1935 році при церкві святого Євстахія було засновано церковний хор, а вже через рік — гурток молоді, яким керував отець Яків Хом'як. Він часто брав участь у різноманітних конкурсах, посідав призові місця. У 1940—1950-ті роки хор практично припинив свою діяльність через те, що частину його діячів було вбито радянською владою (Андрій Роїк, Василь Проць, Йосиф Данилишин, Євстахій Пауш), а більшу частину вивезено до Сибіру та Казахстану за підозрою зв'язків з ОУН.
Завдяки діяльності Василя Чегрія та Семена Матвіїва церква продовжувала існувати й у часи комуністичної влади.
Церква святого Євстахія належить до Журавнівського деканату Стрийської єпархії УГКЦ. До парафії також належать дочірні храми у Новому Селі та Махлінці. Парохом храму є отець Петро Пиріг.

### Католицька церква

Церковний хор села (Роїк Андрій, Проць Василь, Роїк Наталія, Матвіїв Марія, Пауш Анастасія, Данилишин Йосиф, Данилишин Катерина, Данилишин Юстина, Данилишин Анна, Кушнір Степан, Пауш Євстахій, Пауш Василь, Кушнір Зофія, Роїк Анна, Легка Стефанія, Беймук Параня, Коник Олена, Петрушка Іван, Роїк Прокіп, Ярошко Натін, Кушнір Павло, Проць Петро)

Стараннями Яна Тшопінського у 1910—1911 роках здійснювалось будівництво католицького храму, який належав до римо-католицької парафії у Яйківцях. У 1936 році каплицю перебудували, поставивши її на бетонний фундамент. По завершенні Другої світової війни костел був повністю зруйнований.

## Культура
На початку XX століття у селі діяв аматорський театр, заснований парохом церкви отцем Антонієм. У «салі» — будинку, що розташовувався між продуктовим магазином і теперішнім народним домом «Просвіта», ставились вистави «Сватання на Гончарівці», «Кайдашева сім'я», «Ой, не ходи, Грицю, та й на вечорниці», «Дай серцю волю, заведе в неволю», «Верховинці», «Наталка Полтавка» та інші.
У будинку Василя Пауша, секретаря відділення,, а пізніше — у Василя Петрушки та Василя Пауша діяло відділення «Просвіти» і хата-читальня, де молодь вивчала нові методи господарювання, основи рільництва, садівництва і пасічництва.
У 1935 році при храмі було засновано церковний хор, який часто брав участь у різноманітних конкурсах, займав призові місця. Однак вже через кілька років практично припинив свою діяльність через те, що більшу частину учасників було депортовано до Сибіру та Казахстану за підозрою зв'язків з ОУН
У селі існує місцевий самодіяльний колектив, який бере участь у багатьох конкурсах і фестивалях.

## Етнографія

### Традиційне житло
Традиційне народне житло облазницьких селян було представлене «дильованою хатою» — конструкцією із почерговим укладанням глиносолом'яних вальків та дилів (перекладених дилинами верств змішаної з соломою глини). Глину для неї місили за допомогою коней, хоч, інколи, робили це тільки ногами. Щоб стіни не скрутились, верстви глини, перемішаної з соломою, укладали вилами і перекладали дерев'яними дилями, що вільно ходили у «фельцах» стовпів. А для того, щоб виповнення стін було суцільним і тісним, дилі побивали сокирою. Після висихання стіни виправляли двічі: глиною з ячмінною або пшеничною половою, після чого «гладили» таким же чином, але з висіяною на решеті половою без грубих домішок. У зв'язку із тим, що у селі та у довколишніх населених пунктах жили німецькі колоністи, відбувався культурний обмін, зокрема і у сфері житлового будівництва. Так, наприкінці 1930-х років, у деяких будинках облазничан з'явились пара вікон по обидва боки від вхідних дверей, які освітлювали сіни, що було притаманно для будинків німецьких колоністів.

### Традиційний одяг
Традиційний одяг облазницьких селян виготовлявся із домотканого полотна й оздоблювався вишивкою. При створенні останньої використовували бордовий чи червоний колір при підкресленні чорної. Характерною місцевою особливістю є поєднання яскраво рожевого та цикламенового (схожий до ультрамарину) кольорів у вишитті, його глухість — біле полотно практично не проступало з-під узору.
Традиційний жіночий одяг складався з білої блузки та широкої білої спідниці. У жіночій сорочці завжди була ткана уставка, з'єднана з рукавом з'єднувальною мережкою, що, частіш за все, виконувалась чергуванням бордового та чорного кольорів, яка, у свою чергу, обов'язково, обшивалася вишитим вінком. При переважання геометричного орнаменту у тканій уставці, на вінку орнамент був переважно квітковий. Вишита до пояса вертикаль обов'язково прикрашала розріз пазухи сорочки, вертикаль продовжувалась вже на спідниці, де була витканою. Ще одним елементом була пошвагана (чергування тканих смужок) запаска. Традиційним жіночим головним убором був «завій-перемет», техніка зав'язування якого на теперішній момент втрачена.
Багато зразків традиційного одягу облазницьких селян, зібраних у 70—80-х роках XX століття, перебувають у Музеї архітектури та побуту міста Львова.

## Економіка
У поборових реєстрах фіксується наявність 2,5 ланів станом на 1512 рік, на 1515 — вже 3 лани оброблюваної землі. У 1526 році таких було лише 1 і ¼, а у 1539 році вже згадується про існування у селі млина. Станом на 1552 рік у селі було 16 кметів та млин.
Відомо, що ще у Середньовіччі у селі діяли промисли з виробництва скла та склянних виробів, виплавлення заліза із болотної руди, яку видобували у околицях. Розвитку цих ремесел сприяло також те, що через село проходив сухопутний шлях з Долини до Жидачева, яким возили сіль (так званий «селянський шлях»). У селі була олійня, яка переробляла насіння льону і конопель на олію.
Наприкінці XIX століття у селі з'явився цегельний завод, який побудував місцевий священик на гроші, що отримав з продажу деревини. На початку XX століття у Облазниці діяла молочарська спілка, кредитне товариство «Добробут» громадський шпихлір і братська крамниця.
Одразу після війни було засновано колгосп імені Будьоного, перейменований наприкінці 60-х років у колгосп «Перше травня», який займався вирощуванням зернових культур та м'ясо-молочним тваринництвом. У 1970 році було здійснено укрупнення — до колгоспу ввійшли землі всіх сіл сучасної сільської ради. На той час у колгоспі було в наявності понад 3 тис. га орної землі, налічувалось 50 тракторів, 17 зернозбиральних комбайнів, 35 автомобілів; утримували 2,5 тис. голів худоби, тут виконували науково-дослідну роботу працівники Львівського сільськогосподарського інституту.
У 1990-х колгосп реорганізували на спілки селян-пайовиків «Нове життя» і «Жирівське». Остання, до складу якої й входили жителі села Облазниця, припинила існування у 2005 році. Землю, що належить громаді, орендувала приватна фірма ТзОВ «Захід-Агро» (2006—2009), пізніше — ТзОВ-КПК «Агро-Інвест» (2010-…).
У селі діє єдиний заклад торгівлі (приватний магазин), який надає свої послуги селянам і гостям Облазниці.
15 квітня 2015 року у селі, у промисловому режимі, запустили три свердловини з видобування природного газу. Глибина кожної сягає 360—500 м, а запаси оцінюють у 150 млн м³. Газ із родовищ потрапляє у магістральні газопроводи компанії «Львівтрансгаз».

## Соціальна сфера
У селі працює народний дім «Просвіта» із залом на 320 місць, у приміщенні якого також розміщені сільська рада і бібліотека з фондом понад 7,5 тис. книг. Крім того тут діє кімната-музей «Національне відродження», відкрита у 2002 році, де зібрано старовинні речі: елементи української хати (меблі, вишиті на домотканому полотні наволочки, верета, доріжки, глечики, мальовані тарілки, рушники 1928—1935 рр.), традиційний одяг облазницьких селян 30-х років минулого століття. У західній частині села, на лівому березі річки Любешки, розташований стадіон, де займаються спортом місцеві жителі. Навпроти стадіону, на правому березі Любешки, розташовані два місцевих кладовища (старе і нове).
Приміщення місцевої школи, закритої у 1972 році, перебуває у напівзруйнованому стані, більшість учнів ходить до школи в сусідні Нове Село, Дашаву та Журавно. Головними проблемами села є відсутність центрального водопостачання та каналізації, дитячого садка, а також відсутність регулярного транспортного сполучення із районним та обласним центрами.

## Пам'ятки
- Церква Святого Євстахія — пам'ятка архітектури місцевого значення (охоронний номер — 1437-М)[8] (49°16′14.3″ пн. ш. 24°7′42.6″ сх. д. / 49.270639° пн. ш. 24.128500° сх. д.);
- Могила Січових стрільців[p][10] (49°16′8.4″ пн. ш. 24°7′44.5″ сх. д. / 49.269000° пн. ш. 24.129028° сх. д.);
- Пам'ятний знак на честь скасування панщини (1898, камінь) — пам'ятка історії (охоронний номер — 434) (49°16′13.4″ пн. ш. 24°8′8.6″ сх. д. / 49.270389° пн. ш. 24.135722° сх. д.);
- Монумент з нагоди проголошення незалежності України (49°16′10.0″ пн. ш. 24°7′46.0″ сх. д. / 49.269444° пн. ш. 24.129444° сх. д.);
- Пам'ятник коляді 1933-го року (49°16′12.3″ пн. ш. 24°7′8.6″ сх. д. / 49.270083° пн. ш. 24.119056° сх. д.);
- Пам'ятник односельцям, які загинули під час Другої світової війни (49°16′8.8″ пн. ш. 24°7′46.6″ сх. д. / 49.269111° пн. ш. 24.129611° сх. д.);
- Пам'ятник односельцям, які боролись за незалежність України у складі ОУН/УПА[57][139] (49°16′8.3″ пн. ш. 24°7′45.5″ сх. д. / 49.268972° пн. ш. 24.129306° сх. д.);

## Відомі мешканці
- Артур Зеліб (нім. Artur Seelieb) (1878—1958) — німецький літературознавець, професор (твори — нім. «Geschichte der deutschen Literatur für Ausländer»), редактор журналу фр. «La Revue ukrainienne», що виходив у Лозанні (Швейцарія)[10][96][37][97][98];
- Петро Пауш — діяч української православної церкви, диригент, у 1928 році переїхав до Канади[1][48][140];
- Іван Ільків — діяч Пласту, проживав у Едмонтоні[48][140];
- Зенон Порожняк (Нарожняк) — священик, працював у Франції[48][140];
- Микола Щуравський (1882—1919) — вчитель приватної гімназії, військовий комендант, сотник УГА, помер від тифу у Вінниці (1919 р.)[60];
- Олексій Данилишин — член молодіжної організації ОУН «Месники»[73][141];
- Матвіїв Орест Семенович (1936—2011) — місцевий журналіст, агроном, науковець[142].
- Беймук Йосип Федорович (1898-?) — викладач агротехнікуму, член УПСР у 1918—1919 роках, заарештований у 1936 р., засуджений за статтями 54-10 ч.1, 54-11 КК УРСР («антирадянська пропаганда і агітація», «участь у контрреволюційній організації»);

Збираючи матеріали до своєї історичної повісті «Гетьман Іван Виговський», село свого часу відвідував Іван Нечуй-Левицький, у 1912 році тут бував і митрополит Андрій Шептицький.